# San Servolo (Capodistria)
San Servolo (in sloveno Socerb pr. [sɔˈtsɛːɾp] o [ˈsoːtsɛɾp]; nelle fonti più antiche anche Sacerb) è un villaggio nel comune di Capodistria nella regione del litorale sloveno. Si trova al confine con l'Italia ed è dominato dai ruderi del Castello di San Servolo, costruito su una rupe rocciosa sopra il paese.

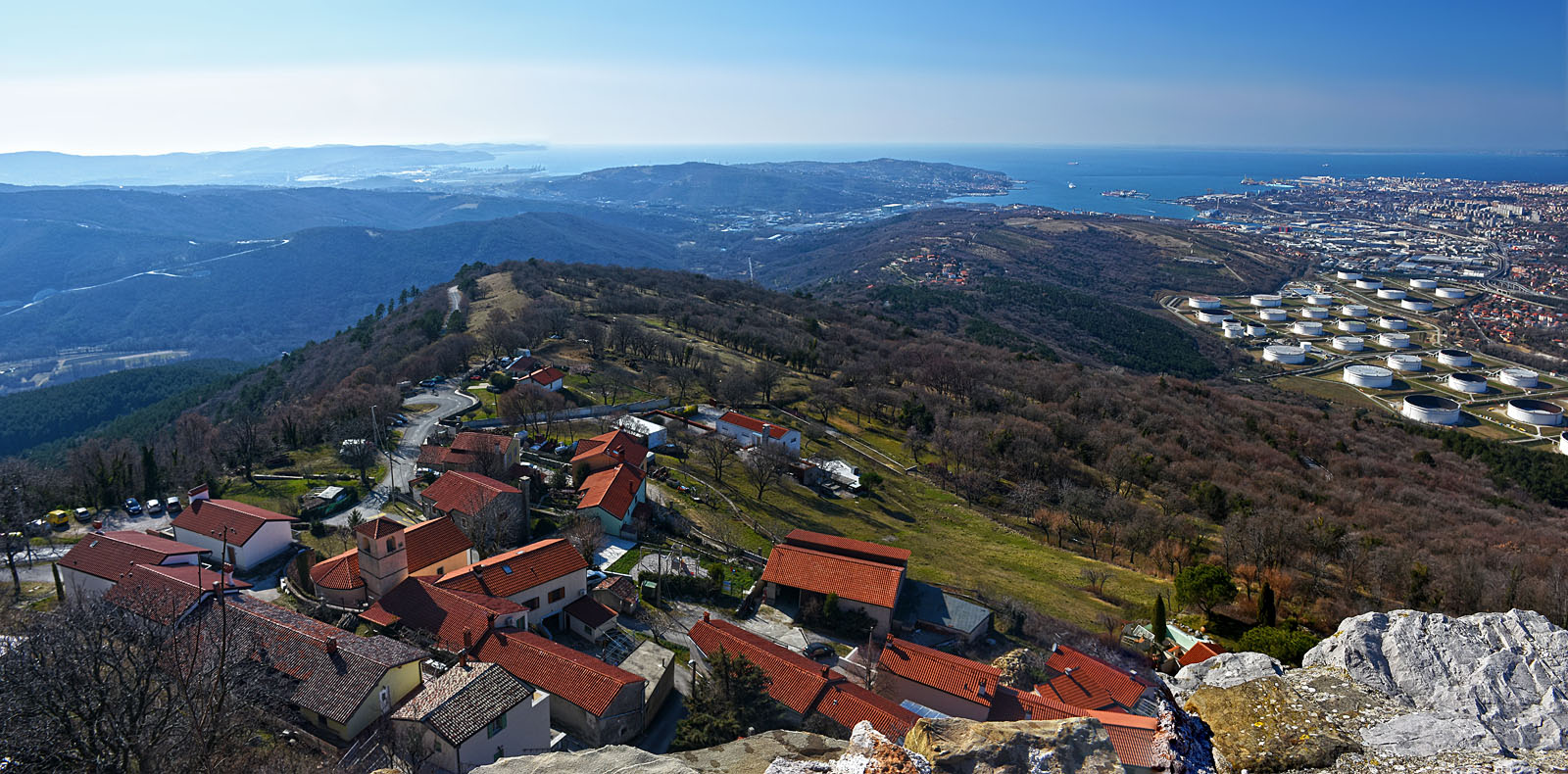
San Servolo, visto dal castello

## Etimologia
La località è attestato in fonti scritte nel XIV secolo come propre Sanctum Servulum (e nel 1763-87 come San Servolo). Il nome sloveno deriva da *Sǫt-serb: una combinazione di * sǫt- 'santo' (in definitiva dal latino sanctus) più * serb (da Servu(lus), il nome di un santo locale, o da Servus, un 5°- martire del secolo in Thuburbo Majus).

## Storia
Dopo la fine della seconda guerra mondiale, San Servolo entrò a far parte del Territorio Libero di Trieste. Fu ceduto alla Jugoslavia insieme a diversi altri villaggi di Muggia nel 1954.

### Fosse comuni
San Servolo è il sito di due fosse comuni conosciute e associate alla seconda guerra mondiale. La grotta di San Servolo, dietro la fossa comune di Vrh (in sloveno Grobišče Socerbska jama za Vrhom) si trova nel bosco a nord-est del villaggio di Castel. Il pavimento della grotta è ricoperto dai resti delle vittime portate da Trieste e dintorni e qui assassinate. La grotta 2 sopra la fossa comune del versante di San Servolo (Grobišče Jama 2 nad socerbskim klancem) è una foiba nel comune di Cesarjevič a est di San Servolo. L'ingresso recintato della foiba si trova in un'area scarsamente ricoperta di pini. La tomba contiene i resti di un numero imprecisato di vittime. I resti di due vittime prelevate dalla grotta nel 1992 sono stati sepolti nel cimitero di Capodistria nel 2004.

## Monumenti e luoghi d'interesse
La chiesa di San Servolo, costruita tra il 1583 e il 1607, è dedicata al santo locale e patrono di Trieste che visse nella vicina Grotta Santa (in sloveno Sveta jama), in cui è stato realizzato un santuario. Ci sono poche informazioni affidabili sul santo; la sua festa si celebra il 23 dicembre e si dice che fosse un mendicante zoppo di Roma che raccoglieva l'elemosina intorno alla chiesa di San Clemente e lodava Dio. La chiesa appartiene alla Parrocchia di San Pietro di Madrasso (Klanec pri Kozini).